# Głogowiec (Oberglogau)

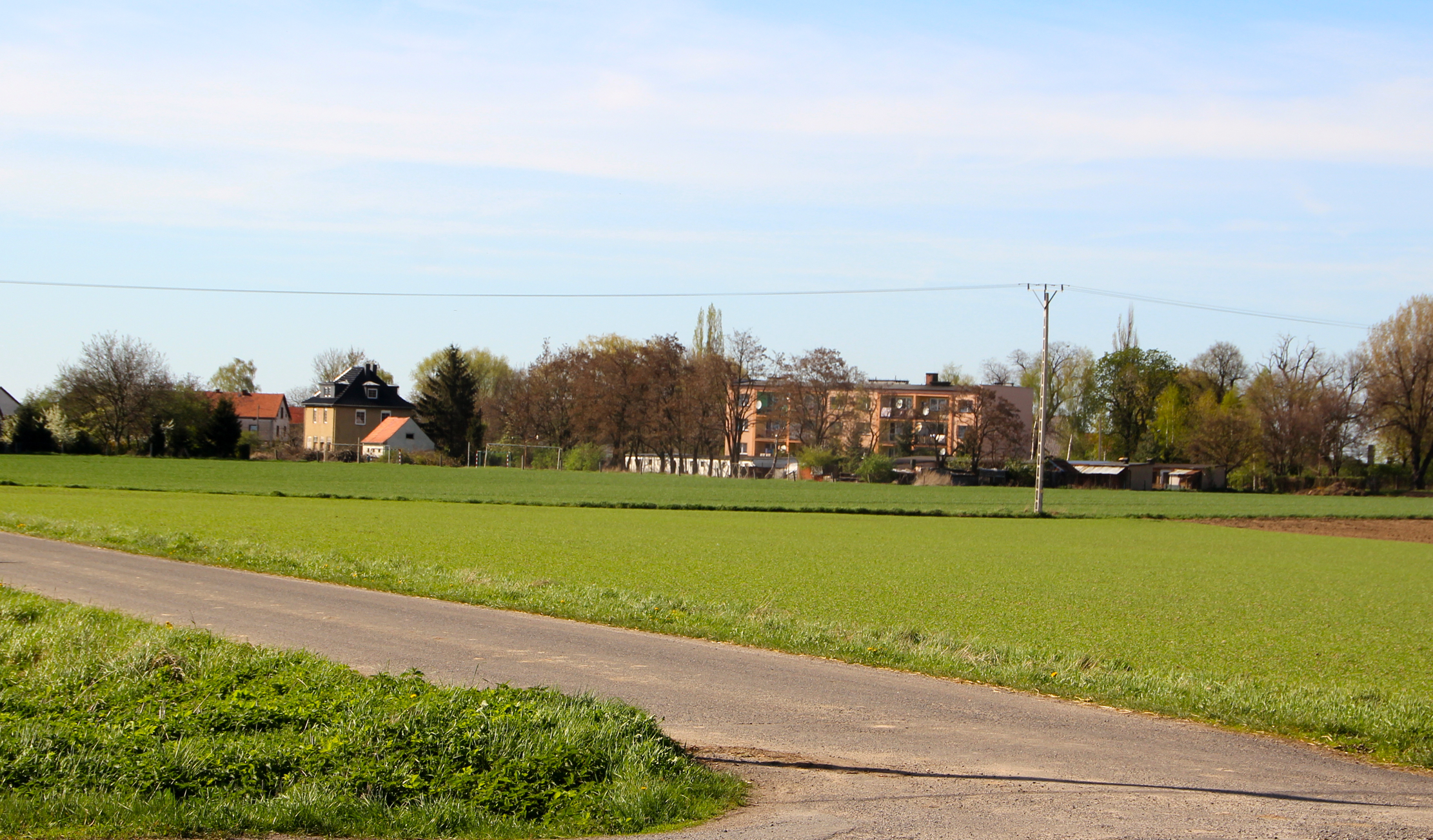
Blick auf den Ort

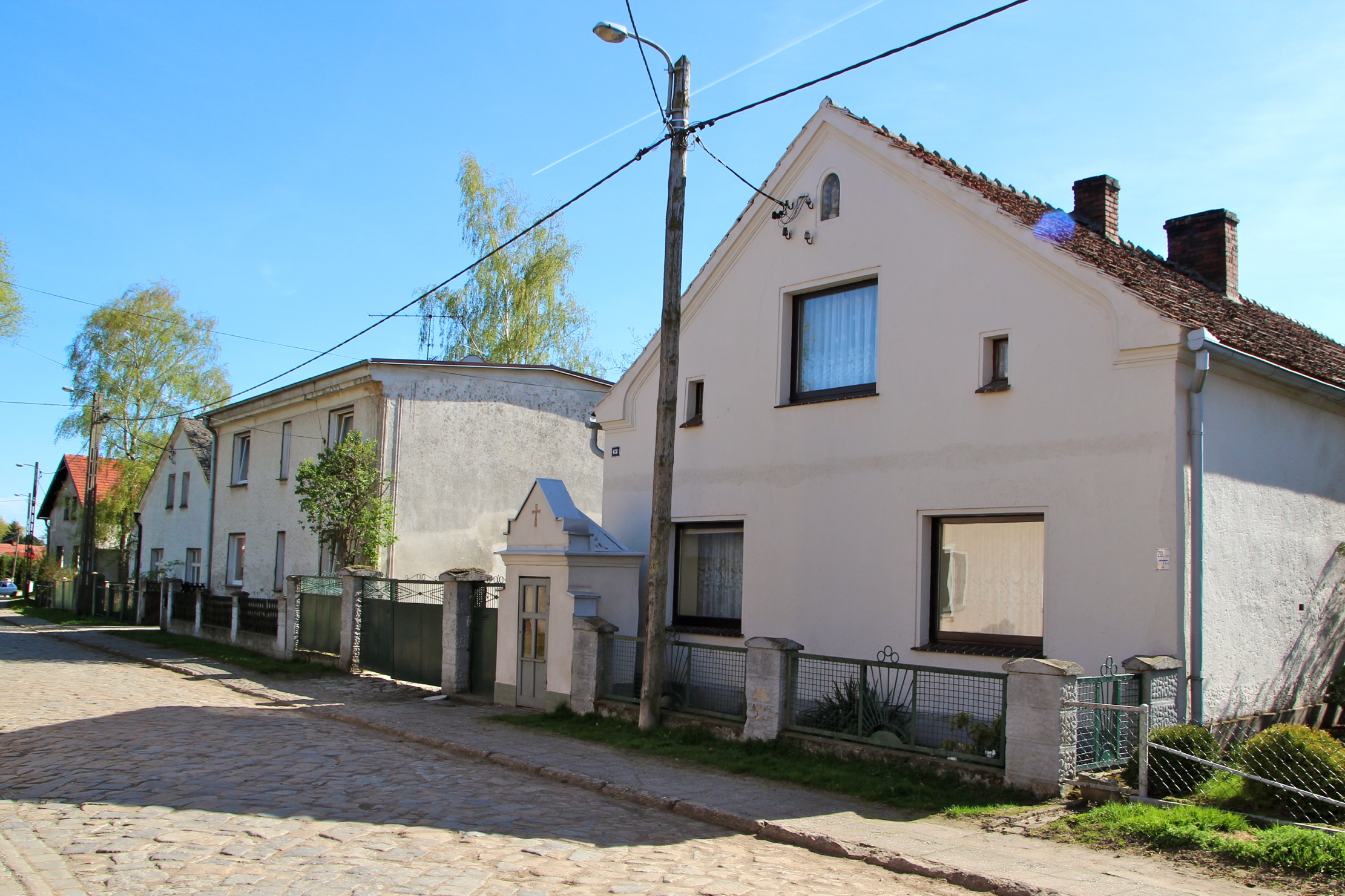
Ortsbild

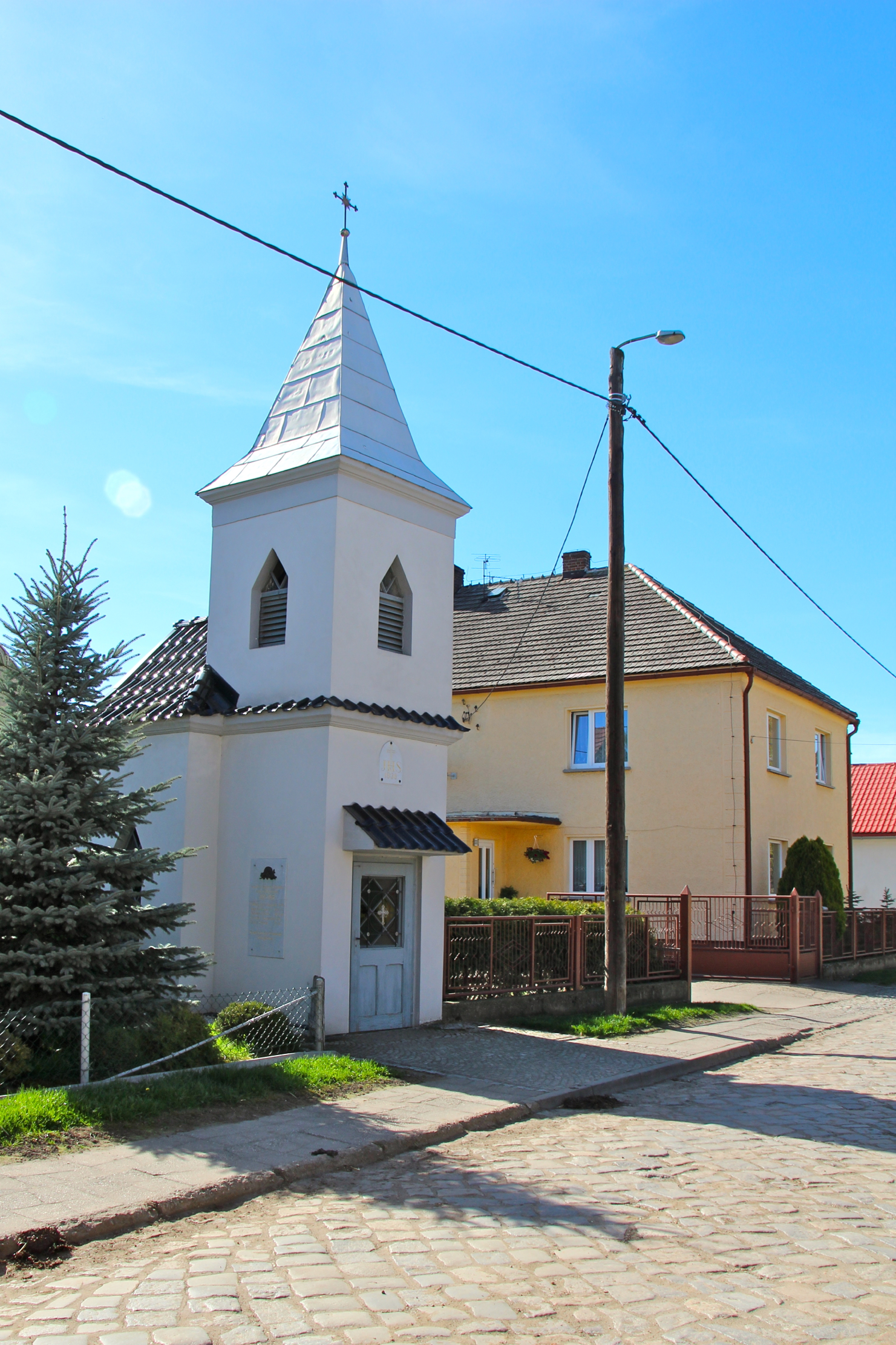
Die Wegkapelle

Glöglichen (polnisch: Głogowiec, schlesisch: Gloglen) ist ein Stadtteil von Oberglogau (Głogówek) im Powiat Prudnicki der Woiwodschaft Opole (Oppeln) in Polen.

## Geografie
Glöglichen liegt im Süden der Stadt Oberglogau. Westlich fließen die Hotzenplotz (Osobłoga), ein Nebenfluss der Oder, und der Mühlgraben. Nördlich von Glöglichen verläuft die Bahnstrecke von Neustadt O.S. (Prudnik) nach Cosel (Koźle).
Nachbarorte von Glöglichen sind im Westen Dirschelwitz (Dzierżysławice), im Norden der Oberglogauer Stadtteil Hinterdorf (Oracze) und das Stadtzentrum, im Nordosten Alt Kuttendorf (Stare Kotkowice) und im Süden Thomnitz (Tomice).

## Geschichte
„Glogovetz“  wurde im Jahre 1295 im Breslauer Zehntregister Liber fundationis episcopatus Vratislaviensis erstmals urkundlich erwähnt. Eine weitere Erwähnung erfolgte in einem Dokument vom 2. Februar 1298 in der Schreibweise Glogoviz. In einem Dokument vom 24. Dezember 1311 ist es als Glogovicz belegt; zugleich wird ein Lorenz als Herr und Erbe von Glöglichen genannt. 1784 hatte der Ort, der zur Herrschaft Oberglogau gehörte, 12 Gärtner, drei Häusler und ein Vorwerk. Neben der Schreibweise „Gloglich“ kommen noch die Schreibweisen Glogowiz und Glöchlichen vor. 1818 zählte der Ort, der  12 Gärtner, neun Häusler und ein Vorwerk. 1865 waren im Ort 13 Gärtner-, sieben Häuslerstellen und drei herrschaftliche Besitzungen. Außerdem gab es eine Wassermühle und einen Bier- und Branntweinausschank. Eingepfarrt und eingeschult war Glöglichen nach Oberglogau. Neben der Dorfgemeinde bestand noch ein Pertinenzgut mit dem Vorwerk Thiergarten.
Bei der Volksabstimmung in Oberschlesien am 20. März 1921 stimmten 138 Wahlberechtigte für einen Verbleib bei Deutschland und 19 für die Zugehörigkeit zu Polen. Glöglichen verblieb beim Deutschen Reich. 1933 lebten im Ort 242 Einwohner und 1939 waren es 239 Einwohner. Bis 1945 befand sich der Ort im Landkreis Neustadt O.S.
Als Folge des Zweiten Weltkriegs fiel der ehemals deutsche Ort Glöglichen 1945 unter polnische Verwaltung. Nachfolgend wurde es in Głogowiec umbenannt und der Woiwodschaft Schlesien angeschlossen und 1950 der Woiwodschaft Opole  eingegliedert. Seit 1999 gehört Głogowiec zum Powiat Prudnicki. Am 22. April 2009 wurde in der Gemeinde Oberglogau Deutsch als zweite Amtssprache eingeführt.

## Sehenswürdigkeiten
- Wegekapelle mit Glockenturm und Gedenktafel für die Gefallenen des Ersten Weltkriegs.
- Wegekreuz
- Weite Kapelle, barocke Wegekapelle aus dem Jahr 1762.

## Vereine
- Deutscher Freundschaftskreis